# Секстон (Айова)
Секстон (англ. Sexton) — переписна місцевість (CDP) в США, в окрузі Кошут штату Айова. Населення — 46 осіб (2020).

## Географія
Секстон розташований за координатами 43°4′30″ пн. ш. 94°5′21″ зх. д. / 43.07500° пн. ш. 94.08917° зх. д. (43.074905, -94.089152).  За даними Бюро перепису населення США в 2010 році переписна місцевість мала площу 5,70 км², уся площа — суходіл.

## Демографія
Згідно з переписом 2010 року, у переписній місцевості мешкало 37 осіб у 17 домогосподарствах у складі 12 родин. Густота населення становила 6 осіб/км².  Було 19 помешкань (3/км²).
Расовий склад населення:
| - 100,0 % — білих |

До двох чи більше рас належало 0,0 %. Частка іспаномовних становила 0,0 % від усіх жителів.
За віковим діапазоном населення розподілялося таким чином: 18,9 % — особи молодші 18 років, 59,5 % — особи у віці 18—64 років, 21,6 % — особи у віці 65 років та старші. Медіана віку мешканця становила 56,3 року. На 100 осіб жіночої статі у переписній місцевості припадало 94,7 чоловіків;  на 100 жінок у віці від 18 років та старших — 100,0 чоловіків також старших 18 років.
Цивільне працевлаштоване населення становило 15 осіб. Основні галузі зайнятості: фінанси, страхування та нерухомість — 53,3 %, виробництво — 46,7 %.